# Lista de países por taxa de prevalência de HIV/AIDS em adultos
| 20% ≤ x 15% ≤ x < 20% 10% ≤ x < 15% | 5% ≤ x < 10% 3% ≤ x < 5% 2% ≤ x < 3% 1% ≤ x < 2% | 0.5% ≤ x < 1% 0.2% ≤ x < 0.5% x < 0.2% Sem dados |

Taxa de prevalência de HIV/AIDS em adultos por país. Dados mais recentes da UNAIDS e The World Factbook de 2020.

O vírus da imunodeficiência humana (HIV), que causa a AIDS, varia em prevalência de nação a nação. Listadas aqui estão as taxas de prevalência entre adultos em diversos países, baseadas em dados principalmente do The World Factbook da CIA.
Em 2020, é estimado que entre 30,2 e 45,1 milhões de pessoas vivam infectadas com HIV.
A pandemia de HIV é mais severa na África Austral, com mais de 10% das pessoas infectadas com HIV/AIDS vivendo na região. A prevalência de HIV em adultos é superior a 20% em Essuatíni e Lesoto, enquanto outros seis países relatam uma prevalência de pelo menos 10%. Fora da África, a maior taxa de prevalência é encontrada no Haiti (1,9%).
Em números absolutos, a África do Sul (7,8 milhões), seguida pela Índia (2,3 milhões) e por Moçambique (2,1 milhões) possui o maior número de casos de HIV/AIDS até o fim de 2020. Apesar de a grande quantidade de pessoas com HIV na África do Sul poder ser atribuída à alta prevalência da doença (19,1%, uma das maiores do mundo), a prevalência na Nigéria é menor (1,3%), assim como na Índia (0,2%). Entretanto, países como a Nigéria, com taxas de prevalência de HIV/AIDS acima de 1%, são classificados como tendo uma epidemia generalizada de HIV pela UNAIDS.

## Tabela de estimativas de prevalência de HIV/AIDS
Estes dados foram adaptados do The World Factbook da CIA e da página da UNAIDS, salvo a inclusão de outras referências. Um travessão "—" indica que os dados específicos não foram publicados.
|     | País                           | Prevalência de HIV/ AIDS em adultos | Número de pessoas com HIV/AIDS | Mortes anuais em derivadas do HIV/AIDS | Ano da estimativa |
| --- | ------------------------------ | ----------------------------------- | ------------------------------ | -------------------------------------- | ----------------- |
| 1   | Essuatíni                      | 26,8%                               | 200.000                        | 2.400                                  | 2020              |
| 2   | Lesoto                         | 21,1%                               | 280.000                        | 4.700                                  | 2020              |
| 3   | Botswana                       | 19,9%                               | 370.000                        | 5.100                                  | 2020              |
| 4   | África do Sul                  | 19,1%                               | 7.800.000                      | 83.000                                 | 2020              |
| 5   | Zimbabwe                       | 11,9%                               | 1.300.000                      | 22.000                                 | 2020              |
| 6   | Namíbia                        | 11,6%                               | 210.000                        | 3.000                                  | 2020              |
| 7   | Moçambique                     | 11,5%                               | 2.100.000                      | 38.000                                 | 2020              |
| 8   | Zâmbia                         | 11,1%                               | 1.500.000                      | 24.000                                 | 2020              |
| 9   | Malawi                         | 8,1%                                | 990.000                        | 12.000                                 | 2020              |
| 10  | Guiné Equatorial               | 7,3%                                | 68.000                         | 2.300                                  | 2020              |
| 11  | Uganda                         | 5,4%                                | 1.400.000                      | 22.000                                 | 2020              |
| 12  | Tanzânia                       | 4,7%                                | 1.700.000                      | 32.000                                 | 2020              |
| 13  | Quênia                         | 4,2%                                | 1.400.000                      | 29.000                                 | 2020              |
| 14  | República do Congo             | 3,3%                                | 110.000                        | 6.100                                  | 2020              |
| 15  | Camarões                       | 3,0%                                | 500.000                        | 14.000                                 | 2020              |
| 16  | Gabão                          | 3,0%                                | 46.000                         | 1.100                                  | 2020              |
| 17  | Guiné-Bissau                   | 3,0%                                | 37.000                         | 1.500                                  | 2020              |
| 18  | República Centro-Africana      | 2,9%                                | 88.000                         | 3.200                                  | 2020              |
| 19  | Ruanda                         | 2,5%                                | 220.000                        | 2.500                                  | 2020              |
| 20  | Sudão do Sul                   | 2,3%                                | 180.000                        | 8.900                                  | 2020              |
| 21  | Costa do Marfim                | 2,1%                                | 380.000                        | 13.000                                 | 2020              |
| 22  | Togo                           | 2,0%                                | 110.000                        | 3.000                                  | 2020              |
| 23  | Haiti                          | 1,9%                                | 150.000                        | 2.200                                  | 2020              |
| 24  | Angola                         | 1,8%                                | 340.000                        | 16.000                                 | 2020              |
| 25  | Gâmbia                         | 1,8%                                | 27.000                         | 1.300                                  | 2020              |
| 26  | Gana                           | 1,7%                                | 350.000                        | 13.000                                 | 2020              |
| 27  | Ilhas Maurícias                | 1,7%                                | 14.000                         | <1.000                                 | 2020              |
| 28  | São Vicente e Granadinas       | 1,5%                                | 1.200                          | —                                      | 2018              |
| 29  | Serra Leoa                     | 1,5%                                | 80.000                         | 3.200                                  | 2020              |
| 30  | Guiné                          | 1,4%                                | 110.000                        | 3.300                                  | 2020              |
| 31  | Jamaica                        | 1,4%                                | 32.000                         | 1.000                                  | 2020              |
| 32  | Guiana                         | 1,3%                                | 9.000                          | <200                                   | 2020              |
| 33  | Nigéria                        | 1,3%                                | 1.700.000                      | 49.000                                 | 2020              |
| 34  | Bahamas                        | 1,2%                                | 4.700                          | —                                      | 2020              |
| 35  | Belize                         | 1,2%                                | 3.800                          | <200                                   | 2020              |
| 36  | Rússia                         | 1,2%                                | 1.000.000                      | —                                      | 2017              |
| 37  | Antígua e Barbuda              | 1,1%                                | —                              | —                                      | 2018              |
| 38  | Barbados                       | 1,1%                                | 2.700                          | —                                      | 2019              |
| 39  | Chade                          | 1,1%                                | 110.000                        | 3.000                                  | 2020              |
| 40  | Libéria                        | 1,1%                                | 35.000                         | 1.300                                  | 2020              |
| 41  | Suriname                       | 1,1%                                | 5.200                          | <200                                   | 2020              |
| 42  | Burundi                        | 1,0%                                | 83.000                         | 1.700                                  | 2020              |
| 43  | Panamá                         | 1,0%                                | 31.000                         | <500                                   | 2020              |
| 44  | Tailândia                      | 1,0%                                | 500.000                        | 12.000                                 | 2020              |
| 45  | Ucrânia                        | 1,0%                                | 260.000                        | 3.100                                  | 2020              |
| 46  | Benim                          | 0,9%                                | 75.000                         | 2.000                                  | 2020              |
| 47  | República Dominicana           | 0,9%                                | 72.000                         | 1.900                                  | 2020              |
| 48  | Etiópia                        | 0,9%                                | 620.000                        | 13.000                                 | 2020              |
| 49  | Mali                           | 0,9%                                | 110.000                        | 4.600                                  | 2020              |
| 50  | Papua-Nova Guiné               | 0,9%                                | 55.000                         | <500                                   | 2020              |
| 51  | Djibuti                        | 0,8%                                | 6.800                          | <500                                   | 2020              |
| 52  | Estónia                        | 0,8%                                | 7.100                          | <100                                   | 2020              |
| 53  | Moldávia                       | 0,8%                                | 14.000                         | <500                                   | 2020              |
| 54  | Burquina Fasso                 | 0,7%                                | 97.000                         | 3.300                                  | 2020              |
| 55  | República Democrática do Congo | 0,7%                                | 510.000                        | 17.000                                 | 2020              |
| 56  | Trinidad e Tobago              | 0,7%                                | 10.000                         | <200                                   | 2020              |
| 57  | Brasil                         | 0,6%                                | 930.000                        | 13.000                                 | 2020              |
| 58  | Myanmar                        | 0,6%                                | 240.000                        | 7.700                                  | 2020              |
| 59  | Chile                          | 0,6%                                | 77.000                         | —                                      | 2020              |
| 60  | Dominica                       | 0,6%                                | —                              | —                                      | 2018              |
| 61  | Santa Lúcia                    | 0,6%                                | —                              | —                                      | 2018              |
| 62  | Bielorrússia                   | 0,5%                                | 21.000                         | <200                                   | 2020              |
| 63  | Cabo Verde                     | 0,5%                                | 2.400                          | <100                                   | 2020              |
| 64  | Camboja                        | 0,5%                                | 75.000                         | 1.200                                  | 2020              |
| 65  | El Salvador                    | 0,5%                                | 25.000                         | <1.000                                 | 2020              |
| 66  | Eritreia                       | 0,5%                                | 13.000                         | <500                                   | 2020              |
| 67  | Granada                        | 0,5%                                | —                              | —                                      | 2018              |
| 68  | Portugal                       | 0,5%                                | 42.000                         | <500                                   | 2020              |
| 69  | São Cristóvão e Neves          | 0,5%                                | —                              | —                                      | 2018              |
| 70  | Venezuela                      | 0,5%                                | 100.000                        | 4.200                                  | 2020              |
| 71  | Argentina                      | 0,4%                                | 140.000                        | 1.400                                  | 2020              |
| 72  | Colômbia                       | 0,4%                                | 180.000                        | 3.000                                  | 2020              |
| 73  | Costa Rica                     | 0,4%                                | 16.000                         | <500                                   | 2020              |
| 74  | Cuba                           | 0,4%                                | 33.000                         | <500                                   | 2020              |
| 75  | Estados Unidos                 | 0,4%                                | 1.189.700                      | 15.815                                 | 2019              |
| 76  | Indonésia                      | 0,4%                                | 540.000                        | 24.000                                 | 2020              |
| 77  | Malásia                        | 0,4%                                | 92.000                         | 2.000                                  | 2020              |
| 78  | México                         | 0,4%                                | 340.000                        | 4.300                                  | 2020              |
| 79  | Espanha                        | 0,4%                                | 150.000                        | <1.000                                 | 2020              |
| 80  | Uruguai                        | 0,4%                                | 12.000                         | <200                                   | 2020              |
| 81  | Equador                        | 0,3%                                | 45.000                         | <500                                   | 2020              |
| 82  | França                         | 0,3%                                | 190.000                        | —                                      | 2019              |
| 83  | Geórgia                        | 0,3%                                | 9.100                          | <100                                   | 2020              |
| 84  | Cazaquistão                    | 0,3%                                | 35.000                         | <500                                   | 2020              |
| 85  | Laos                           | 0,3%                                | 15.000                         | <500                                   | 2020              |
| 86  | Letônia                        | 0,3%                                | 5.600                          | —                                      | 2019              |
| 87  | Luxemburgo                     | 0,3%                                | 1.200                          | —                                      | 2018              |
| 88  | Madagáscar                     | 0,3%                                | 42.000                         | 1.800                                  | 2020              |
| 89  | Mauritânia                     | 0,3%                                | 8.500                          | <500                                   | 2020              |
| 90  | Paraguai                       | 0,3%                                | 19.000                         | <500                                   | 2020              |
| 91  | Peru                           | 0,3%                                | 91.000                         | <1.000                                 | 2020              |
| 92  | São Tomé e Príncipe            | 0,3%                                | 1.100                          | <100                                   | 2020              |
| 93  | Senegal                        | 0,3%                                | 39.000                         | 1.100                                  | 2020              |
| 94  | Vietname                       | 0,3%                                | 250.000                        | 3.800                                  | 2020              |
| 95  | Armênia                        | 0,2%                                | 4.800                          | <100                                   | 2020              |
| 96  | Butão                          | 0,2%                                | 1.300                          | <100                                   | 2020              |
| 97  | Bolívia                        | 0,2%                                | 17.000                         | <200                                   | 2020              |
| 98  | Fiji                           | 0,2%                                | 1.300                          | <100                                   | 2020              |
| 99  | Grécia                         | 0,2%                                | 17.000                         | <100                                   | 2020              |
| 100 | Guatemala                      | 0,2%                                | 33.000                         | 1.200                                  | 2020              |
| 101 | Honduras                       | 0,2%                                | 22.000                         | <1.000                                 | 2020              |
| 102 | Índia                          | 0,2%                                | 2.300.000                      | 69.000                                 | 2017              |
| 103 | Irlanda                        | 0,2%                                | 7.800                          | <100                                   | 2020              |
| 104 | Israel                         | 0,2%                                | 9.000                          | —                                      | 2018              |
| 105 | Itália                         | 0,2%                                | 140.000                        | —                                      | 2020              |
| 106 | Quirguistão                    | 0,2%                                | 9.200                          | <100                                   | 2020              |
| 107 | Países Baixos                  | 0,2%                                | 24.000                         | <100                                   | 2020              |
| 108 | Nicarágua                      | 0,2%                                | 12.000                         | <500                                   | 2020              |
| 109 | Níger                          | 0,2%                                | 31.000                         | 1.100                                  | 2020              |
| 110 | Paquistão                      | 0,2%                                | 200.000                        | 8.200                                  | 2020              |
| 111 | Filipinas                      | 0,2%                                | 120.000                        | 1.600                                  | 2020              |
| 112 | Singapura                      | 0,2%                                | 8.000                          | <100                                   | 2020              |
| 113 | Sudão                          | 0,2%                                | 49.000                         | 2.300                                  | 2020              |
| 114 | Suécia                         | 0,2%                                | 11.000                         | —                                      | 2016              |
| 115 | Suíça                          | 0,2%                                | 17.000                         | <200                                   | 2020              |
| 116 | Tajiquistão                    | 0,2%                                | 14.000                         | <500                                   | 2020              |
| 117 | Timor-Leste                    | 0,2%                                | 1.200                          | <100                                   | 2020              |
| 118 | Uzbequistão                    | 0,2%                                | 58.000                         | <1.000                                 | 2020              |
| 119 | Áustria                        | 0,1%                                | 7.400                          | —                                      | 2017              |
| 120 | Azerbaijão                     | 0,1%                                | 9.900                          | <200                                   | 2020              |
| 121 | Chipre                         | 0,1%                                | —                              | —                                      | 2017              |
| 122 | Dinamarca                      | 0,1%                                | 6.700                          | <100                                   | 2020              |
| 123 | Finlândia                      | 0,1%                                | 4.000                          | —                                      | 2018              |
| 124 | Alemanha                       | 0,1%                                | 93.000                         | <500                                   | 2020              |
| 125 | Irão                           | 0,1%                                | 54.000                         | 3.200                                  | 2020              |
| 126 | Islândia                       | 0,1%                                | <400                           | <40                                    | 2020              |
| 127 | Líbia                          | 0,1%                                | 9.500                          | <100                                   | 2020              |
| 128 | Lituânia                       | 0,1%                                | 3.400                          | —                                      | 2019              |
| 129 | Malta                          | 0,1%                                | —                              | —                                      | 2016              |
| 130 | Nepal                          | 0,1%                                | 30.000                         | <1.000                                 | 2020              |
| 131 | Noruega                        | 0,1%                                | 5.800                          | <100                                   | 2018              |
| 132 | Omã                            | 0,1%                                | 2.500                          | —                                      | 2019              |
| 133 | Roménia                        | 0,1%                                | 19.000                         | <500                                   | 2020              |
| 134 | Emirados Árabes Unidos         | 0,1%                                | <1.000                         | 100                                    | 2020              |
| 135 | Afeganistão                    | 0,1%                                | 12.000                         | <1.000                                 | 2020              |
| 136 | Japão                          | 0,1%                                | 30.000                         | <100                                   | 2020              |
| 137 | Egito                          | 0,1%                                | 24.000                         | <500                                   | 2020              |
| 138 | Marrocos                       | 0,1%                                | 22.000                         | <500                                   | 2020              |
| 139 | Argélia                        | 0,1%                                | 18.000                         | <200                                   | 2020              |
| 140 | Bangladesh                     | 0,1%                                | 14.000                         | —                                      | 2018              |
| 141 | Arábia Saudita                 | 0,1%                                | 12.000                         | <200                                   | 2020              |
| 142 | Iêmen                          | 0,1%                                | 11.000                         | <500                                   | 2020              |
| 143 | Somália                        | 0,1%                                | 8.700                          | <500                                   | 2020              |
| 144 | Tunísia                        | 0,1%                                | 4.500                          | <200                                   | 2020              |
| 145 | Chéquia                        | 0,1%                                | 4.400                          | —                                      | 2018              |
| 146 | Hungria                        | 0,1%                                | 3.700                          | —                                      | 2018              |
| 147 | Sri Lanka                      | 0,1%                                | 3.700                          | <200                                   | 2020              |
| 148 | Nova Zelândia                  | 0,1%                                | 3.600                          | <100                                   | 2020              |
| 149 | Bulgária                       | 0,1%                                | 3.300                          | —                                      | 2019              |
| 150 | Sérvia                         | 0,1%                                | 3.300                          | <100                                   | 2020              |
| 151 | Líbano                         | 0,1%                                | 2.700                          | <100                                   | 2020              |
| 152 | Croácia                        | 0,1%                                | 1.700                          | <100                                   | 2020              |
| 153 | Albânia                        | 0,1%                                | 1.400                          | <100                                   | 2020              |
| 154 | Eslováquia                     | 0,1%                                | 1.200                          | —                                      | 2018              |
| 155 | Austrália                      | 0,1%                                | 30.000                         | <100                                   | 2020              |